# Draft de l'NBA del 1973
El Draft de l'NBA de 1973 va destacar perquè hi apareixen diversos jugadors que posteriorment van ser entrenadors de l'NBA, com Doug Collins, George Karl o Mike D'Antoni.

## Primera ronda
|  | = All-Star     |
|  | = Hall of Fame |

| Posició | Jugador                | Nacionalitat  | Equip de l'NBA          | Origen (Universitat/club) |
| ------- | ---------------------- | ------------- | ----------------------- | ------------------------- |
| 1       | Doug Collins (SG)      | Estats Units  | Philadelphia 76ers      | Illinois State            |
| 2       | Jim Brewer (PF)        | Estats Units  | Cleveland Cavaliers     | Minnesota                 |
| 3       | Ernie DiGregorio (PG)  | Estats Units  | Buffalo Braves          | Providence                |
| 4       | Mike Green (C)         | Estats Units  | Seattle SuperSonics     | Louisiana Tech            |
| 5       | Kermit Washington (PF) | Estats Units  | Los Angeles Lakers      | American                  |
| 6       | Ed Ratleff (SG)        | Estats Units  | Houston Rockets         | Long Beach State          |
| 7       | Ron Behagen (PF)       | Estats Units  | Kansas City-Omaha Kings | Minnesota                 |
| 8       | Mike Bantom (PF)       | Estats Units  | Phoenix Suns            | Saint Joseph's            |
| 9       | Dwight Jones (PF)      | Estats Units  | Atlanta Hawks           | Houston                   |
| 10      | John Brown (SF)        | Estats Units  | Atlanta Hawks           | Missouri                  |
| 11      | Kevin Joyce (PG/SG)    | Estats Units  | Golden State Warriors   | South Carolina            |
| 12      | Kevin Kunnert (C)      | Estats Units  | Capital Bullets         | Iowa                      |
| 13      | Nick Weatherspoon (SF) | Estats Units  | Capital Bullets         | Illinois                  |
| 14      | Mel Davis (SF)         | Estats Units  | New York Knicks         | St. John's                |
| 15      | Barry Parkhill (SG)    | Estats Units  | Portland Trail Blazers  | Virginia                  |
| 16      | Swen Nater (C)         | Països Baixos | Milwaukee Bucks         | UCLA                      |
| 17      | Steve Downing (C)      | Estats Units  | Boston Celtics          | Indiana                   |
| 18      | Raymond Lewis          | Estats Units  | Philadelphia 76ers      | Cal State Los Angeles     |

## Jugadors destacats no escollits en primera ronda
| Posició | Jugador              | Nacionalitat          | Equip de l'NBA          | Origen (Universitat/club) |
| ------- | -------------------- | --------------------- | ----------------------- | ------------------------- |
| 20      | Mike D'Antoni (PG)   | Estats Units · Itàlia | Kansas City-Omaha Kings | Marshall                  |
| 22      | George McGinnis (SF) | Estats Units          | Philadelphia 76ers      | Indiana                   |
| 32      | Caldwell Jones (C)   | Estats Units          | Philadelphia 76ers      | Albany State              |
| 37      | Jim O'Brien (SF)     | Estats Units          | Cleveland Cavaliers     | Maryland                  |
| 50      | Larry Kenon (PF)     | Estats Units          | San Antonio Spurs       | Memphis                   |
| 62      | James Brown          | Estats Units          | Atlanta Hawks           | Harvard                   |
| 66      | George Karl (PG)     | Estats Units          | New York Knicks         | North Carolina            |
| 76      | M.L. Carr (SF)       | Estats Units          | Kansas City-Omaha Kings | Guilford                  |
| 96      | John Williamson (SG) | Estats Units          | Atlanta Hawks           | New Mexico State          |